# Fichtennadelöle

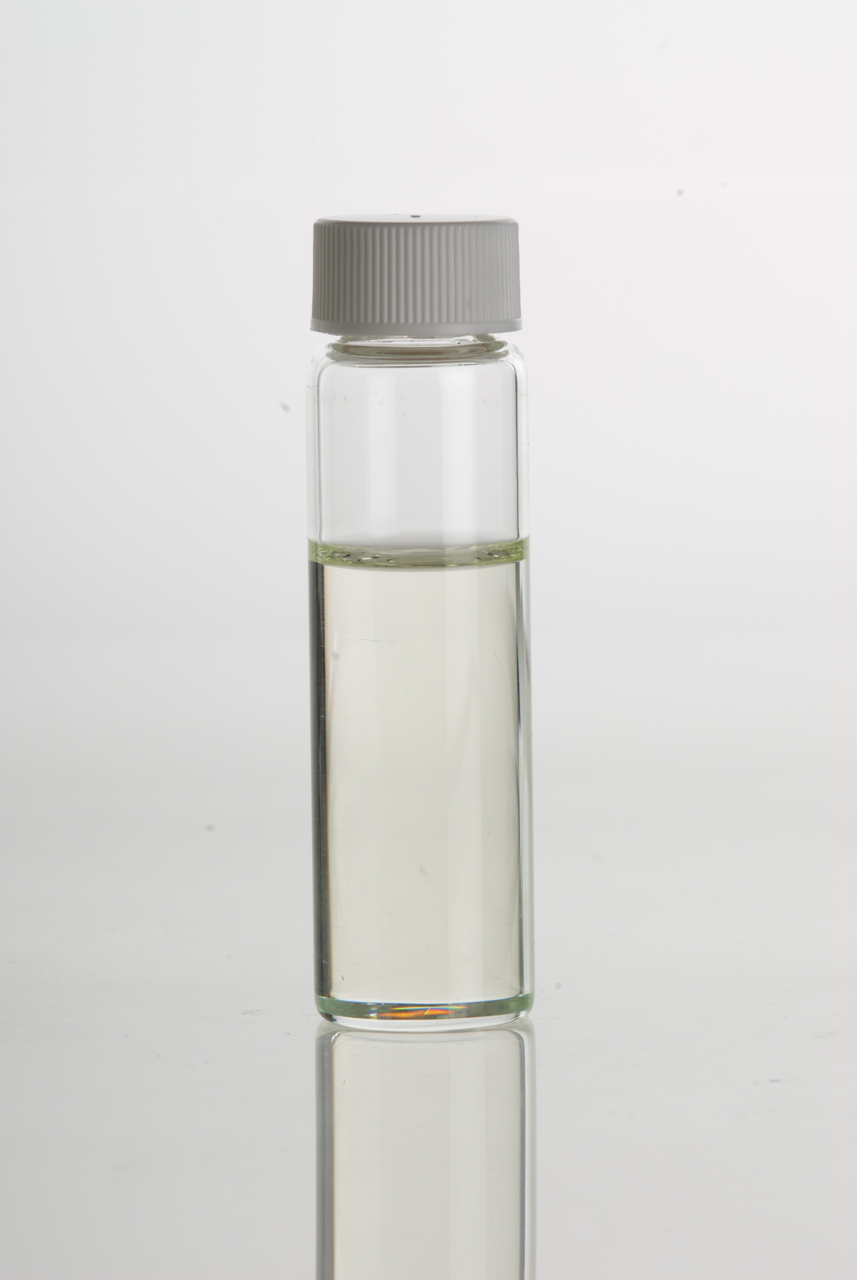
Fichtennadelöl von der Schwarz-Fichte (Picea mariana)

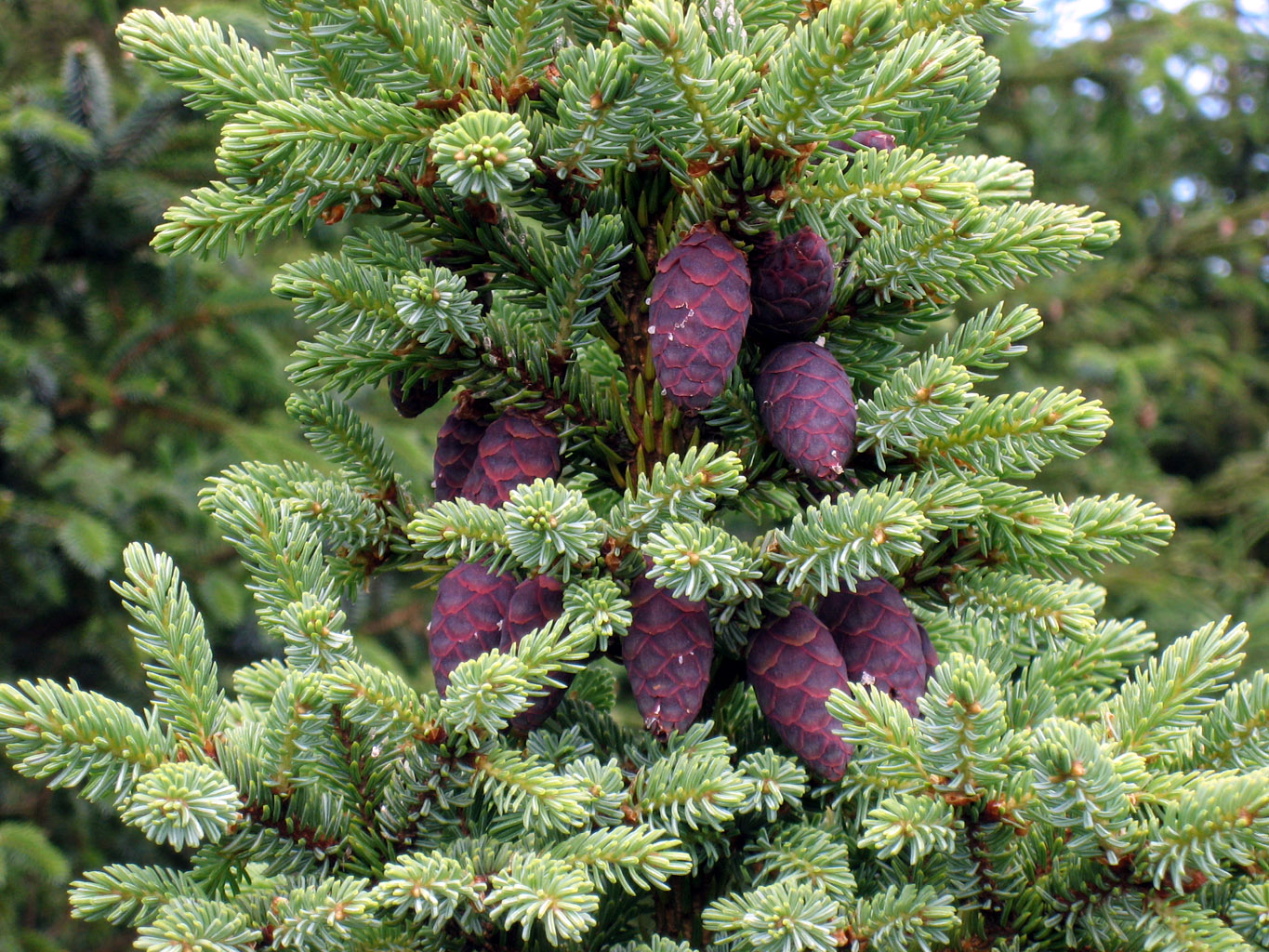
Schwarz-Fichte (Picea mariana)

Fichtennadelöle  sind im weiteren Sinn eine Gruppenbezeichnung für ätherische Öle, die aus Trieben, Nadeln oder Zapfen von Nadelbäumen (neben Fichten auch Kiefern und Lärchen) durch Wasserdampfdestillation gewonnen werden. Fichtennadelöl im engeren Sinne wird aus den jungen Trieben und frischen Nadeln von Fichten oder Rottannen mit einer Ausbeute von maximal 0,25 % gewonnen. Dieses Fichtennadelöl hat eine Dichte von 0,87 g·cm−3 bis 0,89 g·cm−3. Fichtennadelöl ist ein Stoffgemisch, das u. a. folgende Bestandteile enthält:
- Bornylacetat (bis zu 40 Masse-%),
- α-Pinen,
- Dipenten,
- Cadinen und
- Camphen.

Wegen seiner bakteriziden und neurotonisierenden Wirkung wird Fichtennadelöl geschätzt und medizinisch als Badezusatz, Spray und Inhalationsmittel genutzt. In der kosmetischen Industrie werden fichtennadelölhaltige Waren produziert. Zur Raumdesodorierung werden fichtennadelölhaltige Zubereitungen zerstäubt.